# 위키백과 공동체

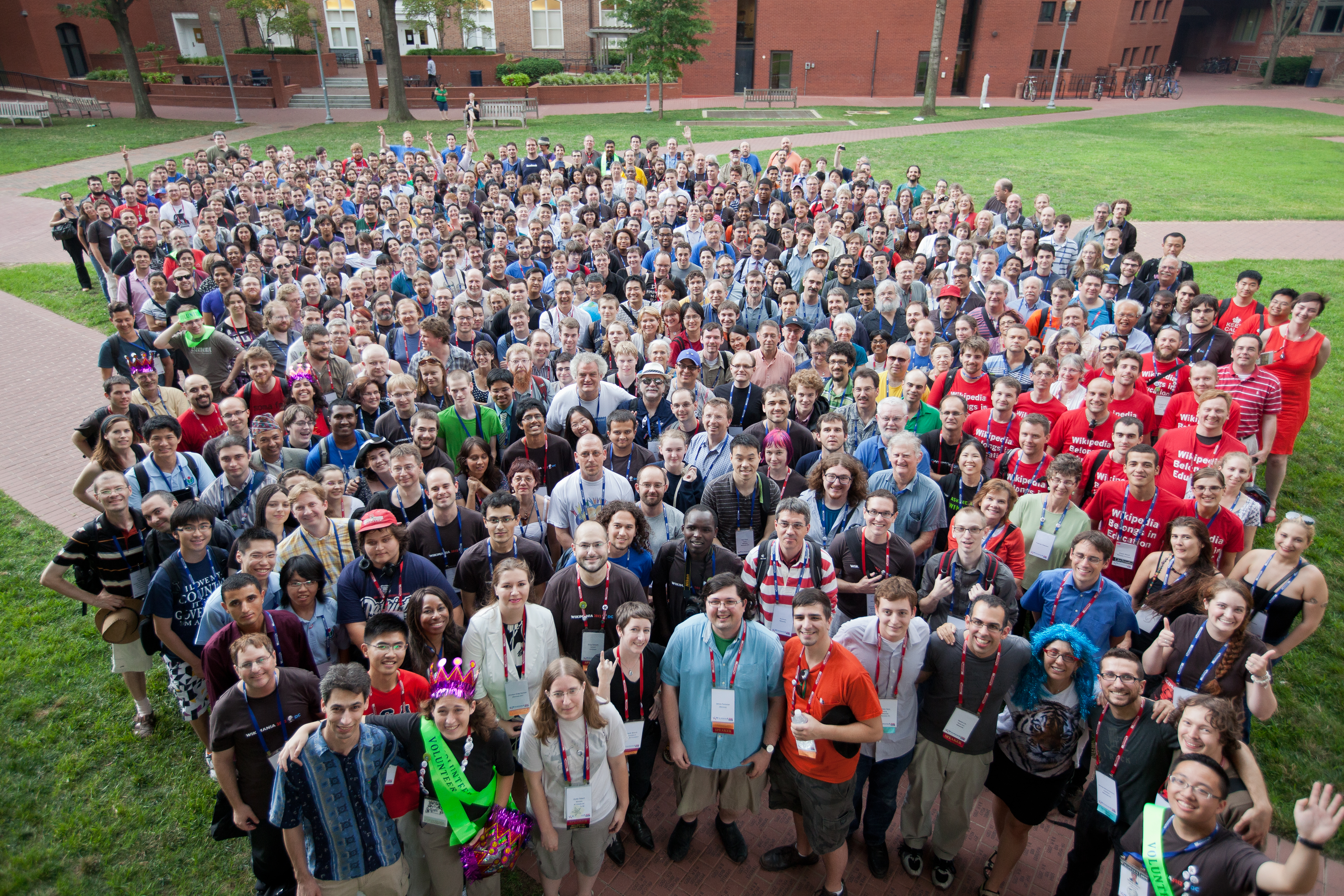
미국 조지 워싱턴 대학의 위키마니아 2012 단체 사진

위키백과 공동체(영어: Community of Wikipedia)는 "위키피디언"이라고도 불리는 위키백과 사용자(Wikipedian) 공동체를 일컫는 말이다. 옥스포드 영어 사전은 위키백과인(위키피디언)의 영어 낱말 Wikipedian을 2012년 8월에 추가하였다.

## 신원 확인
위키백과는 편집자로 등록된 사용자들은 그들의 사용자 페이지에 프로파일을 올릴 수 있다.

### 인증
2006년 7월, 뉴요커지는 스테이시 쉬프에 대한 기사를 게재했다. 위키백과 관리자인 Essjay라는 가명으로 활동한 그는, 정년보장된 신학 교수라고 자신을 소개했다. 그는 사용자 페이지 en:User:Essjay에 자신은 미국 동부의 사립대학의 신학 교수라면서, 4개의 학위를 갖고 있다고 소개했다.
2007년 2월 뉴요커지는 Essjay가 켄터키 출신의 24세인 Ryan Jordan으로서, 대학중퇴생이며, 어떤 학위도 없고, 가르친 경력도 없다고 보도했다. 처음에, 지미 웨일스는 에스제이의 신분에 대해, "그는 가명을 사용중이며, 별로 문제가 되지 않는다"고 말했다.
위키백과의 공동창설자인 래리 생어는 그의 시티즌디움의 블로그에서, 웨일스의 최초 반응이 "매우 숨막히고 비극적"이라고 평가했다. 생어는 위키백과 관리에 문제가 있다고 지적했다.

## 규모
위키백과 공동체의 규모에 대한 초기 연구와 실험에서는, 성장세가 기하급수적이었으나, 2007년 후반기부터는 성장세가 감소했다.

## 같이 보기
- 위키백과:오프라인 모임
- 백과전서파
- 위키백과 편집으로 인해 투옥된 인물 목록